# Vida Beselienė
Vida Beselienė (geboren als Vida Šulskytė, in der Sowjetunion russisch Вида Алфонсовна Беселене (Шулските); * 17. August 1956 in Šiauliai) ist eine ehemalige sowjetische Basketballspielerin. Sie gewann je eine Goldmedaille bei Olympischen Spielen und bei Weltmeisterschaften. Bei Europameisterschaften erkämpfte sie drei Goldmedaillen.

## Sportliche Karriere
Die 1,90 Meter große Centerspielerin von Kibirkštis Vilnius gewann mit der Damen-Basketballnationalmannschaft der UdSSR noch unter ihrem Geburtsnamen die Goldmedaille bei der Europameisterschaft 1976 in Frankreich vor der Mannschaft aus der Tschechoslowakei. Das sowjetische Team siegte in allen sechs Partien.
1978 bei der Europameisterschaft in Polen siegte das sowjetische Team vor den Mannschaften aus Jugoslawien und der Tschechoslowakei. Wie zwei Jahre zuvor blieb die sowjetische Mannschaft ungeschlagen. Beselienė war unter ihrem Ehenamen gemeldet. 1979 fand die Finalrunde der Weltmeisterschaft in Südkorea statt. Die Mannschaften aus der Sowjetunion, der Tschechoslowakei, Bulgarien, Jugoslawien und der Volksrepublik China traten nicht an.
1980 bei den Olympischen Spielen in Moskau waren mit den Teams aus den Vereinigten Staaten, Südkorea und Kanada die Medaillengewinnerinnen der Weltmeisterschaft 1979 nicht dabei. Die sowjetische Mannschaft gewann einmal mehr alle Spiele und besiegte im Finale die Bulgarinnen mit 104:73. Beselienė erzielte insgesamt 45 Punkte, davon zwei im Finale. Zwei Monate nach den Olympischen Spielen fand die Europameisterschaft in Jugoslawien statt. Die sowjetische Mannschaft gewann alle ihre Spiele, im Finale bezwang sie die polnische Mannschaft mit 95:49. Beselienė gelangen im Turnierverlauf 40 Punkte.
1983 bei der Weltmeisterschaft in Sao Paulo gewann die sowjetische Mannschaft alle Spiele der Vorrunde, das Spiel gegen das US-Team endete mit 85:84. Im Finale standen sich diese beiden Mannschaften erneut gegenüber und diesmal siegte die sowjetische Auswahl mit 84:82. Beselienė wurde in vier der zehn Partien eingesetzt und erzielte insgesamt 19 Punkte.